# Lethal (película)
Lethal es una película estadounidense de acción y drama de 2005, dirigida por Dustin Rikert, escrita por Jeff Wright y Robert Yap, musicalizada por Simon Frontzek, Hajo Janssen y Michael Rubner, en la fotografía estuvo Bernie Abramson y los protagonistas son Heather Marie Marsden, Frank Zagarino y Lorenzo Lamas, entre otros. El filme fue realizado por Silverline Entertainment y se estrenó el 25 de enero de 2005.

## Sinopsis
Una sensual y mortal cazarrecompensas se enfrenta a una organización internacional de origen ruso, estos mafiosos se dedican al tráfico de armas.